# 고속폭격기

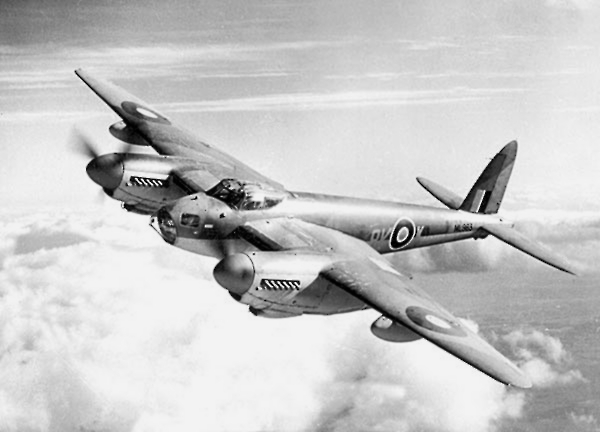
고속폭격기 개념은 독일에서 만들었지만 정작 전쟁 중 고속폭격기로서 가장 우수했던 기체는 영국군의 드 하빌랜드 모스키토였다.

고속폭격기(독일어: Schnellbomber)는 제2차 세계대전 당시 독일 공군에서 사용한 표현으로, 장갑이나 공대공무기를 탑재해서 방어력을 갖추는 대신 속도를 높여서 적기를 회피하는 것에 치중한 폭격기다.
1930년대에 폭격기가 속도가 아주 빨라서 적을 치고 빠지면 그만이라는 발상에서 시작되었다. 속도를 높이기 위해 터릿을 비롯한 자위용 공대공무기를 생략하였고 이 무기들의 탄약도 싣지 않았기에 그만큼 무게를 덜었다. 아돌프 히틀러가 이 설계사상의 열렬한 지지자였다.
고속폭격기는 대략 연합국에서 운용한 쌍발 중(中)폭격기에 대응한다. 영국군과 미국군에서는 쌍발 고속폭격기와 둔중한 사발 중(重)폭격기를 모두 운용하면서 후자는 전투기의 보호를 받도록 했다. 독일 공군의 폭격기 전력은 고속폭격기에 치중되어 있었기에 중폭격기 만큼의 항속거리와 폭장량을 갖출 수 없었고 이는 바다를 사이에 둔 전략폭격 경쟁에서 큰 불이익으로 작용했다.